# Stasera ballo liscio
Stasera ballo liscio è un album della cantante italiana Gigliola Cinquetti, pubblicato dalla CGD nel 1973.

## Tracce

### Lato A
1. Dinah (Introduzione)
2. Tango delle capinere
3. Incantesimo
4. Tipi tipitin
5. Creola
6. Catalinetta bella (Cicci)
7. La spagnola
8. Miniera

### Lato B
1. Ti parlerò d'amor
2. Tango delle rose
3. Notte senza Luna
4. La mazurka di Carolina
5. La violetera
6. Lucciole vagabonde

## Formazione
- Gigliola Cinquetti – voce
- Ettore Cenci – chitarra
- Mario Battaini – fisarmonica, marimba, vibrafono
- Felice Da Vià – pianoforte
- Cesare Vaia – fisarmonica
- Leonello Bionda – batteria
- Giorgio Azzolini – contrabbasso
- Sergio Almangano – violino
- Paolo Tomelleri – sassofono tenore, clarinetto
- Attilio Donadio – sax alto, clarinetto
- Paola Orlandi – cori